# Mercy Merrick
Mercy Merrick è un cortometraggio muto del 1913 diretto da Charles J. Brabin.

## Produzione
Il film fu prodotto dalla Edison Company.

## Distribuzione
Distribuito dalla General Film Company, il film - un cortometraggio in una bobina - uscì nelle sale cinematografiche statunitensi il 6 giugno 1913.